# 易湘苏
易湘苏（1909年—1978年），湖南醴陵人，中华人民共和国政治人物。中国革命元勋谭余保之妻。育有子谭元刚和女谭木兰。
担任湖南省妇联主任。1955年补选第一届全国人民代表大会代表。